# Отруб
О́труб — в России в начале XX века земельный участок, выделенный из общинной земли (в результате столыпинской аграрной реформы 1906 года) в единоличную крестьянскую собственность (в отличие от хутора — без переноса усадеб).
Некоторые крестьяне после получения отруба, продавали их в силу бедственного положения. С появлением «Декрета о земле» отрубы перестали существовать.